# Filialkirche Deinsberg

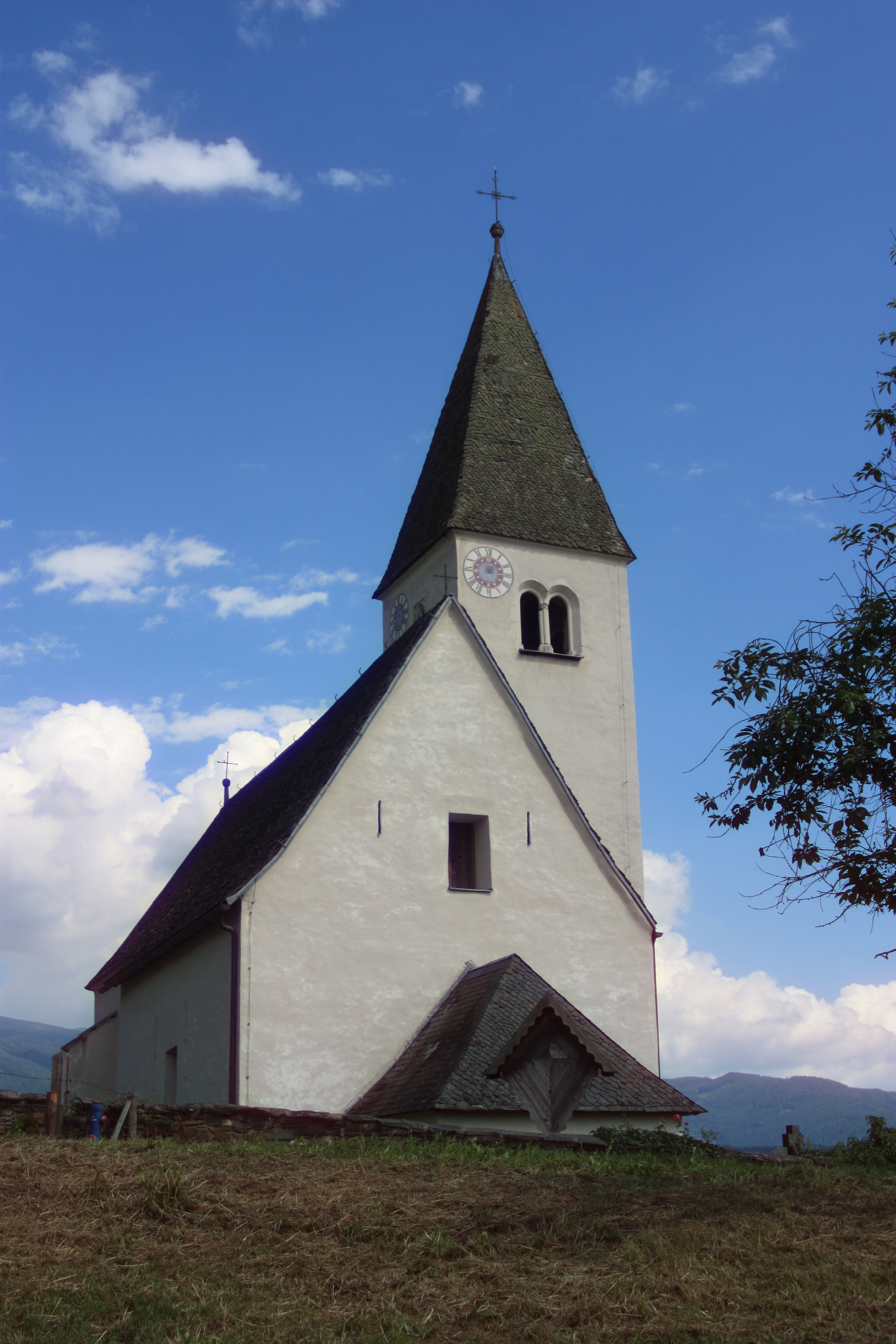

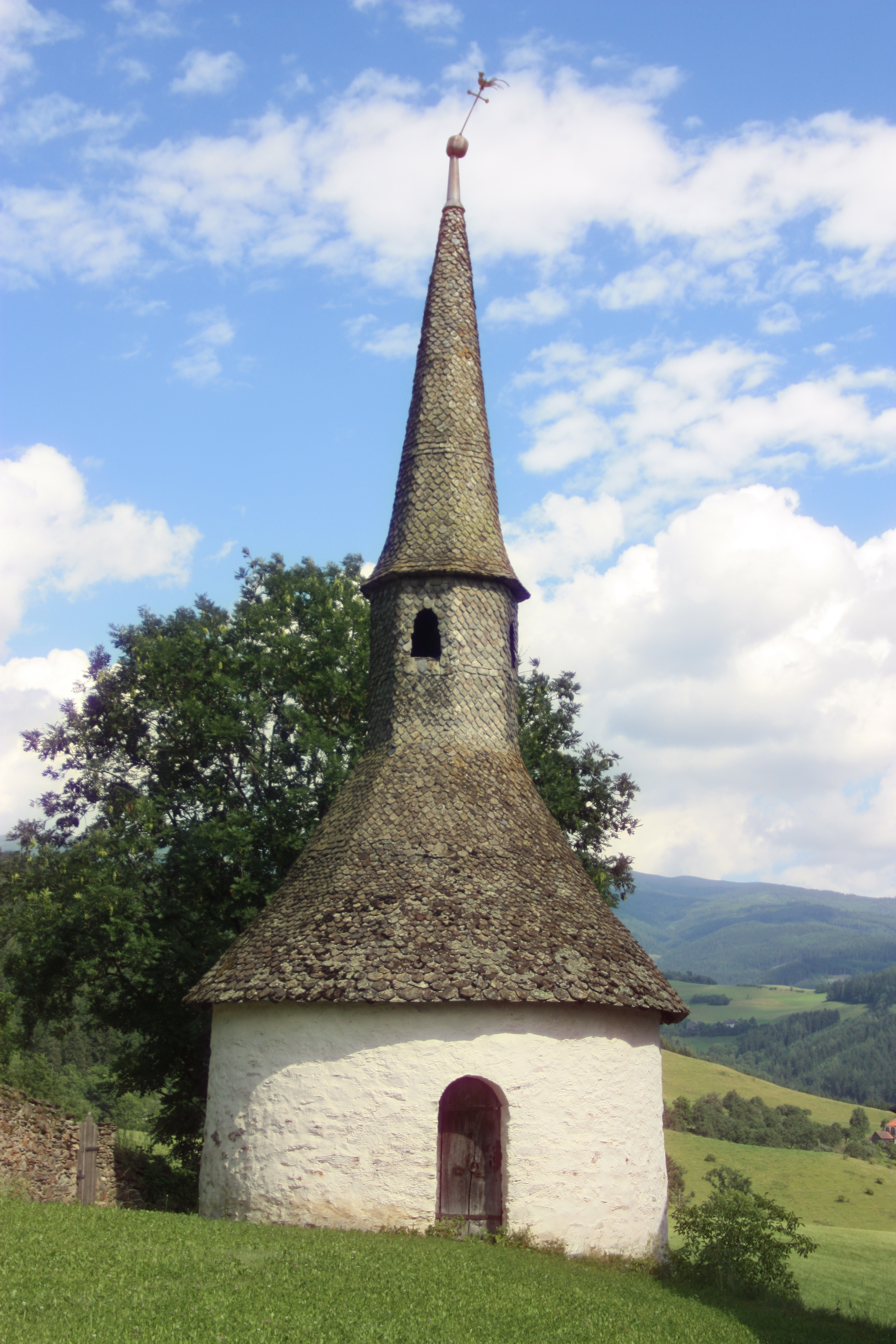
Karner (Gebeinhaus)

Die römisch-katholische Filialkirche Deinsberg  in der Ortschaft Deinsberg der Gemeinde Guttaring ist den Heiligen Jakobus dem Älteren und Anna geweiht. Die Kirche war wohl anfangs eine Eigenkirche eines Bergwerksherren. 1309 wurde Deinsberg als Pfarre genannt. 1779 erfolgte die Aufhebung der Pfarre. Seit 1891 ist Deinsberg eine Filialkirche der Pfarre Guttaring. Die Kirche steht unter Denkmalschutz (Listeneintrag).

## Baubeschreibung
Die ursprünglich romanische Kirche besteht aus einem Langhaus wohl aus dem 13. Jahrhundert und einem von dreistufigen Strebepfeilern gestützten Chor aus dem 14. Jahrhundert. Die Maßwerkfenster wurden teilweise vermauert. Bei der Restaurierung der Kirche 1993 wurde ein spätgotisches Fries freigelegt. Der Turm an der Langhaussüdseite besitzt gekuppelte, gotische Schallfenster, die zum Teil mit Maßwerk versehen sind. Er wird von einem Pyramidenhelm bekrönt. Die älteste Glocke stammt aus dem 13. Jahrhundert, weitere Glocken wurden um 1350 bzw. um 1450 gegossen.
In der gemauerten Vorhalle finden sich vier römerzeitliche, teilweise fragmentarische Grabinschriften, die sowohl durch ihre Schriftform wie auch durch sprachliche Ungenauigkeiten auf die sehr oberflächliche Romanisierung der Bevölkerung entlegener Landstriche hinweisen. In einer Grabinschrift scheint der Name der keltischen Pferdegöttin Epona auf. Das spitzbogige Westportal besitzt eine Tür mit gotischen Beschlägen.
Im Inneren wurde das Langhaus mit einer barocken Stichkappentonne eingewölbt, Die Westempore weist auf ihrer klassizistischen Holzbrüstung einen Doppeladler und ein Chronogramm 1787 auf. 
Ein spitzbogig abgefaster Triumphbogen verbindet das Langhaus mit dem Chor. Der Chor besteht aus einem quadratischen Joch mit kreuzrippengewölbten und einem Fünfachtelschluss. Im Chor befindet sich eine gotische Sakramentsnische mit einem schmiedeeisernen Rosettengitter und ein gotischer Taufstein.
An der Langhausnordwand hat sich ein Fresko mit der Anbetung der heiligen drei Könige sowie die Halbfiguren zweier Heiliger aus der zweiten Hälfte des 14. Jahrhunderts erhalten. Aus derselben Zeit stammen die Gemälde zweier Heiliger an der Triumphbogenwand. Die darüber befindliche Verkündigung an Maria entstand Anfang des 15. Jahrhunderts. Die bäuerlichen Malereien rechts an der Triumphbogenwand und an der Chorsüdwand mit den Darstellungen eines Christus am Ölberg sowie des armen Lazarus und des reichen Prasser werden um das Jahr 1600 datiert. Im Ostfenster des Chores sind Glasmalereien mit zehn Apostelfiguren aus dem zweiten Viertel des 15. Jahrhunderts zu sehen.

## Einrichtung

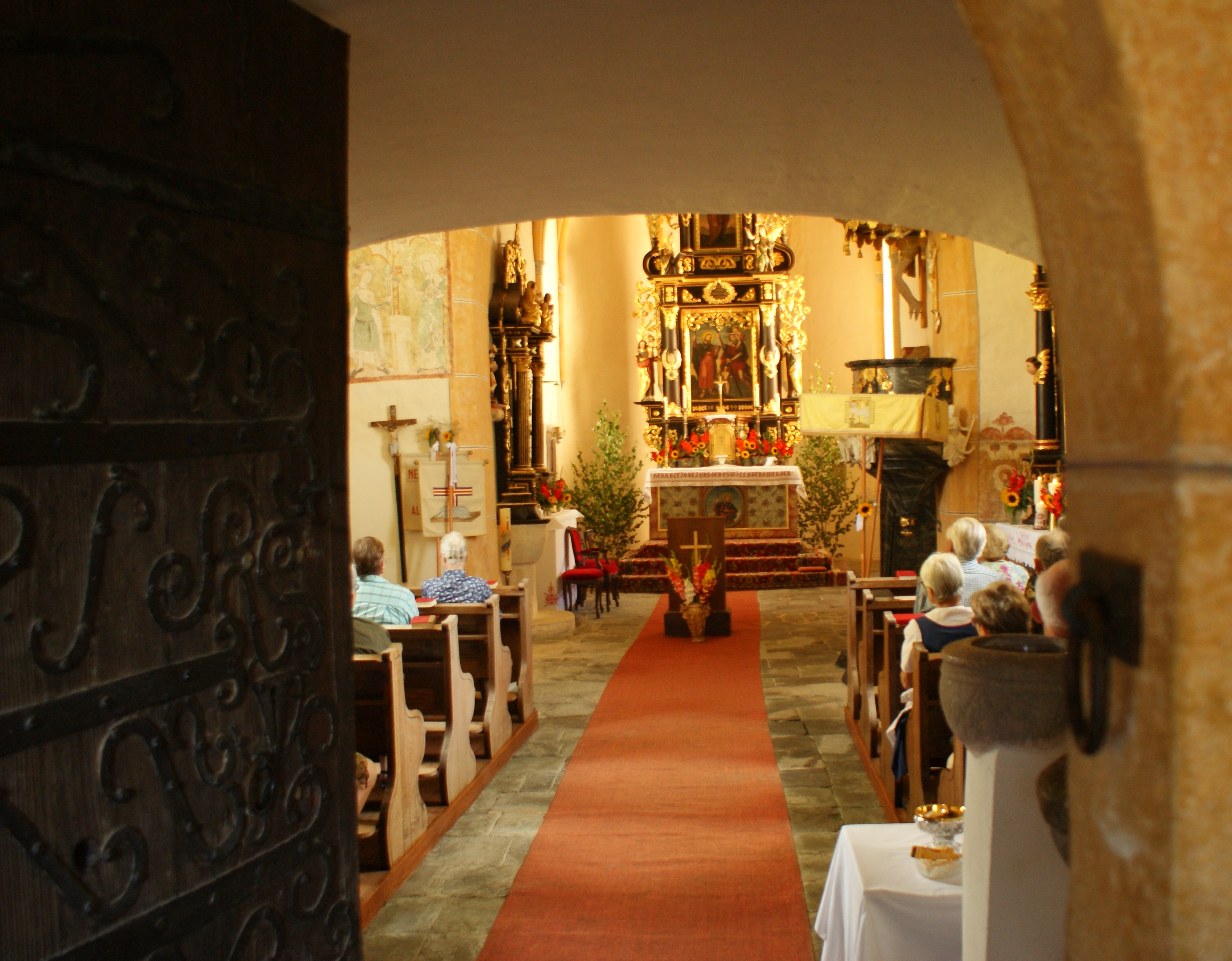
Blick ins Kircheninnere

Der Hochaltar von 1699 besteht aus einer einfachen Ädikula mit kleinem Aufsatz zwischen Voluten und Akanthusranken an den seitlichen Ohren. Das Hauptbild zeigt die Heiligen Jakobus und Christophorus, das Aufsatzbild den Unterricht Mariens. Die Seitenfiguren des Altars stellen den Evangelisten Johannes und den heiligen Leonhard dar.
Der linke um 1660 gefertigte Seitenaltar setzt sich aus einer Ädikula mit Voluten über einem kleinen Sockel und einer Knorpelwerkskartusche zwischen den Voluten als Aufsatz zusammen. Die seitlichen Ohren und der Sockel sind mit Knorpelwerk verziert. Den Mittelpunkt des Altares bildet ein Gemälde mit der Erscheinung der Maria vom  guten Rat zu Genazzano, das Aufsatzbild stellt wohl Petrus dar.
Der rechte Seitenaltar vom Ende des 17. Jahrhunderts zeigt am Altarblatt die Taufe Christi und am Oberbild den heiligen Franziskus.
Die Figuren an der Kanzel aus der zweiten Hälfte des 18. Jahrhunderts stellen die Personifikationen der christlichen Tugenden dar.
Zur weiteren Ausstattung der Kirche zählen eine Konsolfigur der heiligen Katharina aus dem zweiten Viertel des 18. Jahrhunderts sowie ein um 1600 gefertigtes Vortragekreuz.

## Karner
Der Karner nordöstlich der Kirche ist ein spätromanischer Rundbau mit abgetreppter Konsolapsis. Dem Kegeldach wurde in späterer Zeit ein hoher, spitzer Dachreiter aufgesetzt. Im Inneren wurde die Flachdecke in frühbarocker Zeit bemalt. Vom Ende des 13. Jahrhunderts hat sich fragmentarisch ein stark verblasstes Fresko der Passion Christi erhalten.
Das Kruzifix am Friedhof entstand um 1600.